# Irena Bukačová
Irena Bukačová (* 16. července 1949 Praha) je česká historička, publicistka, překladatelka a bývalá ředitelka Muzea a galerie severního Plzeňska v Mariánské Týnici. Vystudovala filozofii, dějepis a dějiny umění na Filozofické fakultě Univerzity Karlovy v Praze, doktorát získala z dějin italské filozofie. Její práce jsou zaměřeny na památkovou péči a region severního Plzeňska.

## Dílo
- Seznam děl v Souborném katalogu ČR, jejichž autorem nebo tématem je Irena Bukačová
- 800 let Kralovic – dějiny a současnost města; Měst. NV Kralovice, Kralovice 1983
- Panna vejpůl, Západočeské nakladatelství, Plzeň 1989, Nadační fond Mariánská Týnice, Mariánský Týnec 2003, ISBN 80-239-1714-5
- Edvard Beneš 1884–1990; Měst. NV Kožlany, Kožlany 1990
- Severní Plzeňsko I; spolu s Jiřím Fákem a Karlem Foudem; Nakladatelství Českého lesa, Domažlice 1996, 2001, ISBN 80-901877-1-4, ISBN 80-86125-23-8
- Severní Plzeňsko II; spolu s Jiřím Fákem a Karlem Foudem; Nakladatelství Českého lesa, Domažlice 1997, ISBN 80-901877-5-7
- Manětín – katalog zámecké obrazárny; (text), Nakladatelství Českého lesa, Domažlice 1999, ISBN 80-86125-06-8
- 750 let Chrášťovic, Obec Mladotice a Muzeum a galerie severního Plzeňska, Kralovice 2000, ISBN 80-238-6718-0
- Hrady a tvrze Rokycanska v díle Františka Alexandra Hebera; Muzeum Dr. Bohuslava Horáka, Rokycany 2000, ISBN 80-238-7079-3
- Příběh drobných památek – od nezájmu až k fascinaci; spolu s Tomášem Hájkem; Studio JB, Lomnice nad Popelkou 2001, ISBN 80-900903-9-7
- Mariánská Týnice – historie poutního místa a muzea; spolu s kolektivem; Argo, Muzeum a galerie severního Plzeňska, Praha 2002, ISBN 80-903165-0-6
- Lidová architektura – okres Plzeň-sever; spolu s kolektivem; Státní památkový ústav v Plzni, Plzeň 2002, ISBN 80-85035-18-9
- Památky Plzeňského kraje – koncepce podpory státní památkové péče v Plzeňském kraji; spolu s kolektivem; Plzeňský kraj – Odbor kultury, památkové péče a cestovního ruchu, Plzeň 2004, ISBN 80-239-3193-8

### Překlady
- František Alexandr Heber: České hrady, zámky a tvrze. První díl, Západní Čechy; Argo, Praha 2002; ISBN 80-7203-424-3
- Jiří Jánský: Kronika česko-bavorské hranice. Díl I., (1400–1426); se Zorou Bukačovou; Nakladatelství Českého lesa, Domažlice 2001, ISBN 80-86125-28-9
- Jiří Jánský: Kronika česko-bavorské hranice. Díl II., (1427–1437); se Zorou Bukačovou; Nakladatelství Českého lesa, Domažlice 2001, ISBN 80-86125-31-9
- Jiří Jánský: Kronika česko-bavorské hranice. Díl III., (1437–1457); se Zorou Bukačovou; Nakladatelství Českého lesa, Domažlice 2003, ISBN 80-86125-36-X
- Jiří Jánský: Kronika česko-bavorské hranice. Díl V., (1458–1478); se Zorou Bukačovou; Nakladatelství Českého lesa, Domažlice 2004, ISBN 80-86125-44-0
- Jiří Jánský: Kronika česko-bavorské hranice. Díl V., (1479–1506); se Zorou Bukačovou; Nakladatelství Českého lesa, Domažlice 2005, ISBN 80-86125-47-5

## Ocenění
2022: Medaile Artis Bohemiae Amicis, za celoživotní dílo v oblasti publikační, osvětové, organizační, kulturní činnosti v okolí Mariánské Týnice v oblasti Kralovicka. Medaili udílí ministr kultury ČR.